# Gabriel Akwasi Abiabo Mante
Gabriel Akwasi Abiabo Mante (* 27. Juli 1947 in Nkonya-Abenkro, Ghana) ist ein ghanaischer Geistlicher und Bischof von Jasikan.

## Leben
Gabriel Akwasi Abiabo Mante empfing am 2. Juli 1977 das Sakrament der Priesterweihe.
Am 19. Dezember 1994 ernannte ihn Papst Johannes Paul II. zum ersten Bischof des neu gegründeten Bistums Jasikan. Der Präfekt der Kongregation für die Evangelisierung der Völker, Jozef Kardinal Tomko, spendete ihm am 28. Mai 1995 die Bischofsweihe; Mitkonsekratoren waren der Erzbischof von Tamale, Gregory Ebolawola Kpiebaya, und der Bischof von Ho, Francis Anani Kofi Lodonu.
Bischof Mante unterhält Kontakte nach Deutschland. So war er aufgrund einer Partnerschaft seiner Diözese mit der Abtei Plankstetten Konkonsekrator bei der Bischofsweihe des Eichstätter Bischofs Gregor Maria Hanke.